# Sylvain Grzanka
Sylvain Grzanka, né le 24 mars 1956 à Évreux, est un ancien joueur et entraîneur de basket-ball français.

## Biographie

### Carrière de joueur (19??-1990)
Sylvain Grzanka entame le basket-ball dans sa ville natale, à Évreux. C'est à l'ALM Evreux Basket qu'il est d'abord repéré. Il est sélectionné en équipe de France benjamins, minimes et cadet durant sa jeunesse. Plus tard, c'est le maillot de l'équipe de France militaire et sénior qu'il honore. Son statut d'international l'amène à des responsabilités dans l'équipe sénior Ébroïcienne (fédéral). Le petit meneur de jeu quitte Évreux en 1975 pour s'aguerrir à Olympique d'Antibes (N1). En 1980, il rejoint le Limoges CSP et réussit avec les Cerclistes à se maintenir en N1. Par la suite, Grzanka connaît deux clubs, le Caen BC puis la Rupella La Rochelle.

### Reconversion
Au début des années 1990, Sylvain Grzanka se lance comme un bon nombre d'anciens basketteurs dans le métier d'entraîneur. On lui confie alors un poste tout d'abord d'entraîneur au Évreux AC, féminine, en N2 (entre 1994 et 1998), la deuxième division du championnat de France féminin.
En 1998, il rejoint le staff de l'ALM Évreux où il entraîne l'équipe espoirs mais devient aussi l'entraîneur assistant de l'équipe professionnel jusqu'en 2000.
À Dieppe (2001-2003), Grzanka remonte cette équipe de NM3 à NM2.
Il revient ensuite en Normandie, à Évreux, en tant qu'entraîneur adjoint aux côtés de Rémy Valin, Laurent Pluvy, Laurent Sciarra, Fabrice Lefrançois puis Nedeljko Ašćerić.
À l'issue de la saison 2019-2020, il quitte le poste d'entraîneur adjoint et prend les fonctions d'intendant, toujours à Évreux.

## Clubs

### Parcours joueur
- 19??-1975 : ALM Évreux Basket  (équipe jeunes/fédéral/N2)
- 1975-1980 : Olympique d'Antibes Juan-les-Pins  (N1)
- 1980-1981 : Limoges CSP  (N1)
- 1981-1985 : Caen Basket Calvados  (N1)
- 1985-1990 : Rupella La Rochelle  (N2/N1B)

### Parcours entraîneur
- 1994-1998 :  Évreux AC Féminine (N2).
- 1998-2000 :  ALM Évreux Basket adjoint (Pro A) et entraîneur des espoirs Pro A.
- 2001-2003 :  Dieppe Basket (NM3 puis NM2).
- 2006-2020 :  ALM Évreux Basket adjoint (Pro B).

## Sélection
- France Benjamins
- France Minimes
- France cadet
- France junior
- France militaire
- France A (23 sélections, 30 points)